# Vitkindad praktnemertin
Vitkindad praktnemertin (Amphiporus angulatus.) är en djurart som tillhör fylumet slemmaskar, och som först beskrevs av Otto Friedrich Müller 1774. Enligt Catalogue of Life ingår Vitkindad praktnemertin i släktet Amphiporus och familjen Amphiporidae, men enligt Dyntaxa är tillhörigheten istället släktet Amphiporus, och ordningen Hoplonemertea. Arten är reproducerande i Sverige. Inga underarter finns listade i Catalogue of Life.